# Durchhausen
Durchhausen es un municipio alemán con unos 900 habitantes en el distrito de Tuttlingen en el estado federado de Baden-Wurtemberg. Hallazgos de la época romana muestran que ya había un asentamiento cuando la región pertenecía al imperio romano. Sin embargo, la aldea fue mencionada por vez primera en un documento escrito del año 1295.